# Mungialdea
Mungialdea  également connue sous le nom d'Uribe-Butroeest est une division de la province de Biscaye, dans la Communauté autonome basque en Espagne.

## Description
Mungialdea, est une comarque de la province de Biscaye, au Pays basque, en Espagne. Mungialdea est l'héritière de la région historique plus vaste d'Uribe, qui était l'une des merindades de Biscaye. Elle comprend la zone la plus rurale de la région historique, drainée par la rivière Butrón et avec quelques petites municipalités. Elle est l'une des sept « comarcas  » qui composent la province de Biscaye. Elle comprend les villes de Mungia (capitale) et Plentzia.

## Géographie
Mungialdea est située au nord de la Biscaye, à la frontière avec les comarcas de Busturialdea à l'est, du Grand Bilbao à l'est et au sud et du Golfe de Gascogne au nord.
Son paysage s'adapte au climat océanique et peut être divisé en deux sous-régions :
- La côte, avec des plages et de hautes falaises.
- Le Butrón, zone entourant la rivière Butrón.

## Municipalités

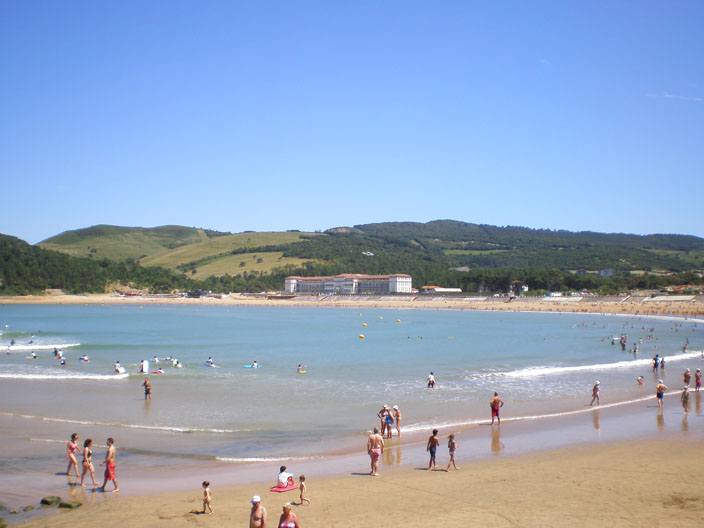
Plages de Plentzia (au premier plan) et de Gorliz (au second plan).

| # | Municipalité  | Population (2021) | Territoire km² |
| - | ------------- | ----------------- | -------------- |
|   | Arrieta       | 575               | 14.47          |
|   | Bakio         | 2 775             | 16.78          |
|   | Barrika       | 1 554             | 7.77           |
|   | Fruiz         | 548               | 5.73           |
|   | Gamiz-Fika    | 1 383             | 15.53          |
|   | Gatika        | 1 674             | 17.42          |
|   | Gorliz        | 6 022             | 10.29          |
|   | Laukiz        | 1 237             | 8.16           |
|   | Lemoiz        | 1 297             | 18.90          |
|   | Maruri-Jatabe | 992               | 15.8           |
|   | Meñaka        | 753               | 12.70          |
|   | Mungia        | 17 701            | 52.12          |
|   | Plentzia      | 4 414             | 11.17          |
|   | Sopelana      | 14 276            | 8.39           |
|   | Urduliz       | 5 034             | 7.8            |